# Amagerkvarterene
Amagerkvartererne er et udtryk for den del af København, der ligger på øen Amager. 

## Administrative bydele
Københavns Kommune inddeler Amagerkvartererne i tre dele:
- Sundbyøster
- Sundbyvester
- Christianshavn

Derudover er der i Tårnby Kommune følgende kvarterer:
- Tårnby
- Kastrup

## Andre kvarterer
Udover de administrative inddelinger findes en række kvarterer, som betragter sig selv som selvstændige kvarterer. Disse er ofte mindre end de administrative bydele:
- Islands Brygge
- Amagerbro
- Øresundsvejskvarteret
- Holmbladsgadekvarteret
- 5-øren
- Amager Fælled
- Ørestad Nord
- Ørestad City
- Ørestad Syd